# Hugh Beadle
 (juin 2023).
La mise en forme du texte ne suit pas les recommandations de Wikipédia : il faut le « wikifier ».
Les points d'amélioration suivants sont les cas les plus fréquents. Le détail des points à revoir est peut-être précisé sur la page de discussion.
- Les titres sont pré-formatés par le logiciel. Ils ne sont ni en capitales, ni en gras.
- Le texte ne doit pas être écrit en capitales (les noms de famille non plus), ni en gras, ni en italique, ni en « petit »…
- Le gras n'est utilisé que pour surligner le titre de l'article dans l'introduction, une seule fois.
- L'italique est rarement utilisé : mots en langue étrangère, titres d'œuvres, noms de bateaux, etc.
- Les citations ne sont pas en italique mais en corps de texte normal. Elles sont entourées par des guillemets français : « et ».
- Les listes à puces sont à éviter, des paragraphes rédigés étant largement préférés. Les tableaux sont à réserver à la présentation de données structurées (résultats, etc.).
- Les appels de note de bas de page (petits chiffres en exposant, introduits par l'outil «  Source ») sont à placer entre la fin de phrase et le point final[comme ça].
- Les liens internes (vers d'autres articles de Wikipédia) sont à choisir avec parcimonie. Créez des liens vers des articles approfondissant le sujet. Les termes génériques sans rapport avec le sujet sont à éviter, ainsi que les répétitions de liens vers un même terme.
- Les liens externes sont à placer uniquement dans une section « Liens externes », à la fin de l'article. Ces liens sont à choisir avec parcimonie suivant les règles définies. Si un lien sert de source à l'article, son insertion dans le texte est à faire par les notes de bas de page.
- La présentation des références doit suivre les conventions bibliographiques. Il est recommandé d'utiliser les modèles {{Ouvrage}}, {{Chapitre}}, {{Article}}, {{Lien web}} et/ou {{Bibliographie}}. Le mode d'édition visuel peut mettre en forme automatiquement les références.
- Insérer une infobox (cadre d'informations à droite) n'est pas obligatoire pour parachever la mise en page.

Pour une aide détaillée, merci de consulter Aide:Wikification.
Si vous pensez que ces points ont été résolus, vous pouvez retirer ce bandeau et améliorer la mise en forme d'un autre article.
Thomas Hugh William Beadle (6 février 1905 - 14 décembre 1980) est un avocat, homme politique et juge rhodésien qui est juge en chef de la Rhodésie du Sud de mars 1961 à novembre 1965, et juge en chef de la Rhodésie de novembre 1965 à avril 1977. Il acquiert une notoriété internationale dans le contexte de la déclaration unilatérale d'indépendance de la Rhodésie (UDI) de la Grande-Bretagne en novembre 1965, sur laquelle il s'est d'abord tenu aux côtés du gouverneur britannique Sir Humphrey Gibbs en tant que conseiller; il provoque l'acrimonie dans les cercles gouvernementaux britanniques en déclarant légale l'administration post-UDI de Ian Smith en 1968.
Né et élevé à Salisbury, la capitale de la Rhodésie du Sud, Beadle étudie le droit dans l'Union sud-africaine et en Grande-Bretagne avant de commencer à pratiquer à Bulawayo en 1931. Il est devenu membre de l'Assemblée législative de la Rhodésie du Sud pour le Parti uni au pouvoir de Godfrey Huggins en 1939. Nommé secrétaire privé parlementaire de Huggins en 1940, il conserva ce rôle jusqu'en 1946, date à laquelle il devint ministre de l'Intérieur et de la Justice ; les portefeuilles de l'éducation et de la santé sont ajoutés deux ans plus tard. Il prend sa retraite politique en 1950 pour devenir juge à la Haute Cour de Rhodésie du Sud. En 1961, il est fait chevalier et nommé juge en chef de la Rhodésie du Sud ; trois ans plus tard, il devint président de la nouvelle division d'appel de la Haute Cour et membre du Conseil privé britannique.
Beadle tient le Front rhodésien, le parti au pouvoir à partir de 1962, en mauvaise estime, rejetant son ministre de la Justice Desmond Lardner-Burke comme un "petit avocat de pays". Alors que les pourparlers d'indépendance entre la Grande-Bretagne et la Rhodésie du Sud tournaient vers l'impasse, Beadle tente à plusieurs reprises d'arranger un compromis. Il poursuit ces efforts après l'UDI et réunit Harold Wilson et Smith pour des entretiens à bord HMS Tiger. Le sommet échoue; Wilson fustige Beadle pour ne pas avoir persuadé Smith de s'installer.
La reconnaissance de jure par Beadle du gouvernement post-UDI en Rhodésie en 1968 indigne le gouvernement Wilson et attire des accusations du Premier ministre britannique et d'autres qu'il soutient furtivement l'UDI depuis le début. Ses véritables motivations font l'objet de spéculations. Après que Smith ait déclaré une république en 1970, Beadle continue comme juge en chef; il est presque retiré du Conseil privé impérial, mais conserve sa place après la défaite électorale de Wilson en 1970 peu de temps après. Beadle prend sa retraite en avril 1977 et siège en tant que juge par intérim dans des procès spéciaux pour infractions terroristes.

## Jeunesse et formation
Thomas Hugh William Beadle (généralement connu sous le nom de Hugh) est né à Salisbury, Rhodésie du Sud le 6 février 1905, fils unique et aîné d'Arthur William Beadle et de sa femme Christiana Maria (née Fischer). Il a deux sœurs.  La famille est politiquement conservatrice et est favorable à l'adhésion à l'Union sud-africaine au cours des dernières années du règne de la société, partageant un consensus ferme sur le fait que Sir Charles Coghlan et son mouvement de gouvernement responsable sont, dans le souvenir de Beadle, "une bande assez sauvage de jingos ". Le gouvernement responsable prévaut finalement lors du référendum de 1922 de l'électorat majoritairement blanc, et la Rhodésie du Sud est devenue une colonie autonome l'année suivante.
Après avoir fréquenté la Salisbury Boys'School, la Milton High School de Bulawayo et le Diocesan College de Rondebosch, Beadle étudie le droit à l'Université de Cape Town. Il obtient son baccalauréat en droit en 1928, puis poursuit ses études en Angleterre en tant que boursier Rhodes au Queen's College d'Oxford. Là, il joue au rugby et au tennis pour le collège, boxe pour l'université et s'est qualifié comme pilote avec l'Oxford University Air Squadron. Le 16 juillet 1928, Beadle reçut sa commission d'officier pilote (classe AA) dans la réserve des officiers de l'armée de l'air, Royal Air Force. Le 16 janvier 1930, il est promu au grade de Flying Officer, est transféré en classe C en 1931 et termine son service dans la RAF le 16 juillet 1933. Il obtient un baccalauréat en droit civil de deuxième classe en 1930, et peu de temps après, il est admis au barreau anglais. Il fait des lectures dans les chambres de Londres avant de commencer la pratique à Bulawayo en 1931. En 1934, il épousa Leonie Barry, la fille d'un fermier de Barrydale au Cap de Bonne-Espérance ; ils ont deux filles.

## Carrière politique et judiciaire

### Député et ministre du Cabinet

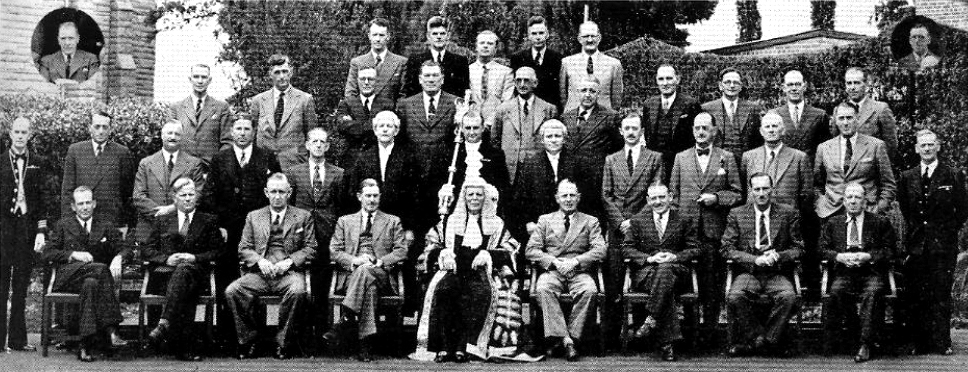
La septième Assemblée législative de la Rhodésie du Sud, 1948. Beadle est troisième à partir de la droite au premier rang, Huggins quatrième à partir de la gauche.

Après son retour en Rhodésie, Beadle s'est intéressé à la politique; il rejoint le parti uni, créé à partir de l'ancien parti rhodésien et de la faction conservatrice du parti réformiste pour contester les élections générales de 1934. Il est attiré par le Parti uni non pas tant par sa politique que par son admiration pour ses personnalités dirigeantes - il considérait le Premier ministre Godfrey Huggins comme "un homme du calibre que je pense de Rhodes ". Le système électoral de la Rhodésie du Sud n'autorisait que ceux qui remplissaient certaines qualifications financières et éducatives à voter. Les critères sont appliqués de la même manière à tous, quelle que soit leur race, mais comme la plupart des citoyens noirs ne respectaient pas les normes établies, la liste électorale et l'Assemblée législative coloniale appartenaient en très grande majorité à la minorité blanche (environ 5% de la population),. Le Parti uni représentait largement les intérêts commerciaux, les fonctionnaires et les classes professionnelles.
Beadle s'est présenté à Bulawayo South lors des élections de 1934, défiant Harry Davies, le leader travailliste. Davies bat Beadle par 458 voix contre 430, mais le Parti uni l'emporte de manière décisive ailleurs et forme un nouveau gouvernement avec 24 des 30 sièges au parlement. Huggins, qui est resté Premier ministre, tient Beadle en haute estime et en fait un proche associé. Lors de l'élection de 1939, Beadle remporte un concours à trois à Bulawayo North avec 461 voix sur 869,  et est devenu un député du Parti uni. Beadle est détaché auprès du Gold Coast Regiment avec le grade de capitaine temporaire après le déclenchement de la Seconde Guerre mondiale, mais est libéré du service militaire à la demande du gouvernement de la Rhodésie du Sud pour servir de secrétaire parlementaire de Huggins, "avec accès à tous les ministres et hauts fonctionnaires sur les affaires du Premier ministre pour accélérer les affaires »,. Il tient ce poste à partir de 1940 à 1946, pendant lequel temps il est aussi l'Avocat général Adjoint pour les forces armées Rhodésiennes du Sud. Dans les Honneurs de Nouvel an 1945 il est nommé un Officier de l'Ordre de l'Empire britannique (OBE). Pour son service pendant la guerre, Beadle est honoré par le roi des Hellènes avec le grade d'Officier de l'Ordre du Phénix.
Lors de la première élection d'après-guerre en 1946, Beadle bat Cecil Maurice Baker du Labour à Bulawayo North par 666 voix contre 196. Il est nommé ministre de la Justice et ministre des Affaires intérieures. La même année, il est nommé conseiller du roi. Deux ans plus tard, après avoir conservé son siège à l'élection de 1948 avec une large majorité, on lui assigne deux autres portefeuilles, ceux de l'Éducation et de la Santé. À peu près à cette époque, il refuse une approche d'un groupe de députés libéraux et rebelles du Parti uni pour contester le poste de premier ministre de Huggins. Beadle est entré dans le Cabinet à un moment où les relations entre le Parti uni et le Parti travailliste britannique se réchauffaient. Il noue de bonnes relations avec Aneurin Bevan, le ministre britannique de la Santé, et déploie des efforts considérables pour tenter de créer un système de Rhodésie du Sud similaire à l'assurance nationale en Grande-Bretagne. Ces efforts sont en grande partie infructueux, mais conduisent à une allocation de maternité pour les mères blanches, surnommée le "Beadle baby scheme". Beadle prend sa retraite de la politique en 1950 pour accepter un siège à la Haute Cour de Rhodésie du Sud. Cette décision surprend beaucoup de ses contemporains; Beadle expliquera plus tard qu'il quitte la politique car il ne pensait pas qu'il travaillerait bien sous son collègue du Parti uni Edgar Whitehead, dont il prédit correctement l'ascension ultérieure au poste de premier ministre. Après avoir servi pendant plus de trois ans en tant que membre du Conseil exécutif de la Rhodésie du Sud, il obtient le droit en août 1950 de conserver le titre " L'Honorable " à vie.

### Carrière judiciaire

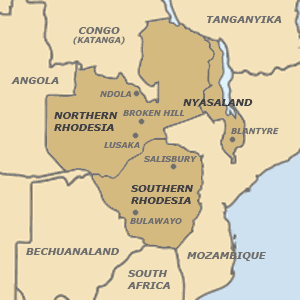
Les trois territoires de la Fédération de Rhodésie et du Nyassaland (1953-1963)

Beadle occupe le siège sur le banc de la Haute Cour laissé vacant par Sir Robert Tredgold, qui venait d'être nommé juge en chef de la Rhodésie du Sud. En dépit de son rapport proche avec Huggins, Beadle a de fortes appréhensions concernant la Fédération avec la Rhodésie du Nord et Nyassaland, qui est devenu le projet phare de Huggins. Beadle fait valoir que puisque le gouvernement britannique ne déléguerait jamais les affaires africaines indigènes à la responsabilité fédérale, la politique indigène dans les trois territoires ne serait jamais coordonnée, ce qui signifie que "la chose est vouée à s'effondrer". Néanmoins, Huggins l'envoie à Londres en 1949 pour discuter les problèmes légaux de la Fédération proposée avec le gouvernement britannique. Beadle exprime plus tard des regrets qu'il ne joue pas un plus grand rôle dans l'élaboration de la constitution pour la Fédération, qui est inaugurée comme une entité indissoluble en 1953, à la suite d'un référendum principalement blanc en Rhodésie du Sud. Huggins passe trois ans en tant que Premier ministre fédéral avant de prendre sa retraite en 1956. Whitehead est devenu Premier ministre de la Rhodésie du Sud en 1958.
Après la mort de Leonie en 1953, Beadle épouse Olive Jackson, de Salisbury, en 1954. "ne considérait aucun des problèmes comme suffisamment crucial pour justifier mon retour". Le biographe de Beadle, Claire Palley, le décrit comme "un juge instruit, juste mais aussi aventureux". Il est nommé Compagnon de l'Ordre de Saint-Michel et Saint-Georges (CMG) lors des honneurs du Nouvel An de 1957. En août 1959, au milieu de la montée du nationalisme noir et de l'opposition à la Fédération, en particulier dans les deux territoires du nord, Beadle présida un tribunal de trois hommes sur la détention préventive par le gouvernement de la Rhodésie du Sud de dirigeants nationalistes noirs sans procès pendant les troubles. Il soutient les actions du gouvernement, signalant que le Congrès national africain de la Rhodésie du Sud diffuse une "propagande subversive", encouragé la haine raciale, intimidé les gens pour qu'ils adhèrent et sapé l'autorité des chefs tribaux, des responsables gouvernementaux et de la police.
En 1960, Beadle est membre de la Commission Monckton sur l'avenir de la Fédération. Selon Aidan Crawley, un membre britannique de la commission, Beadle commence le processus "en tant que défenseur radical de la suprématie blanche", mais exprime des opinions nettement différentes. Les commissaires « ne sont guère d'accord sur quoi que ce soit », dans le souvenir de Beadle. En ne recommandant pas la dissolution, le rapport de Monckton est fortement critique de la Fédération. Il préconise un large éventail de réformes, rejette toute nouvelle avancée vers l'indépendance fédérale jusqu'à ce qu'elles soient mises en œuvre et demande que les territoires soient autorisés à faire sécession si l'opposition se poursuivait. Beadle est fait chevalier dans les honneurs du Nouvel An de 1961 et la même année nommé juge en chef de la Haute Cour de Rhodésie du Sud. Une école primaire à Bulawayo porte son nom. Dans Mehta c. City of Salisbury (1961), une affaire contestant la ségrégation raciale d'une piscine publique, Beadle décide que l'apartheid rendait invalides les précédents de la jurisprudence sud-africaine, statue que la dignité du plaignant est illégalement affrontée et lui accorde des dommages-intérêts. À la suite d'une opposition nationaliste noire continue à la Fédération, en particulier au Nyassaland, le gouvernement britannique annonce en 1962 que le Nyassaland serait autorisé à faire sécession. Cela fut bientôt étendu à la Rhodésie du Nord également et, à la fin de 1963, la Fédération fut démantelée.
Le Parti fédéral uni de Whitehead est battu aux élections générales de la Rhodésie du Sud de 1962 par le Front rhodésien (RF), un parti entièrement blanc et fermement conservateur dirigé par Winston Field dont l'objectif déclaré est l'indépendance de la Rhodésie du Sud sans changements constitutionnels majeurs et sans engagement envers aucune fixer un calendrier concernant la règle de la majorité noire. Les partisans de RF minimisent les griefs nationalistes noirs concernant la propriété foncière et la ségrégation, et font valoir que malgré le déséquilibre racial dans la politique intérieure - les Blancs représentaient 5% de la population, mais plus de 90% des électeurs inscrits - le système électoral n'est pas raciste comme la franchise est sur la base des qualifications financières et éducatives plutôt que sur l'origine ethnique. Beadle exprime une opinion extrêmement faible du RF. Ian Smith, qui remplaça Field comme premier ministre en 1964, est aux yeux de Beadle un leader peu convaincant ; Desmond Lardner-Burke, le ministre de la Justice, est un "fasciste" et un "petit avocat de campagne ... incapable de produire des documents corrects pour une action en divorce non défendue".  La même année, Smith prend la relève, Beadle est devenu membre du Conseil privé à Londres et président de la nouvelle division d'appel de la Haute Cour de Rhodésie du Sud. Dans ce dernier rôle, il bloque une loi de l'Assemblée législative visant à prolonger les périodes de restriction préventive en dehors des périodes d'urgence, la jugeant contraire à la déclaration des droits contenue dans la constitution de la Rhodésie du Sud de 1961.

### UDI

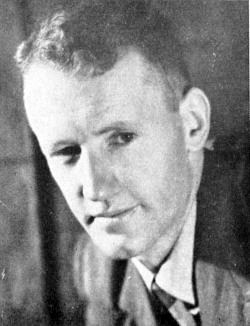
Ian Smith, le Premier ministre rhodésien

La Grande-Bretagne accorde l'indépendance à la Rhodésie du Nord et au Nyassaland, rebaptisés respectivement Zambie et Malawi, sous des gouvernements à majorité noire en 1964. Alors que les pourparlers d'indépendance entre les gouvernements britannique et sud-rhodésien se poursuivaient avec peu de progrès, la spéculation commence à monter que le gouvernement colonial pourrait tenter une déclaration unilatérale d'indépendance (UDI) si aucun arrangement ne pouvait être trouvé. Le haut-commissaire britannique à Salisbury, J B Johnston, a peu de doutes sur la façon dont Beadle réagirait à un tel acte, écrivant qu'il est "tout à fait certain qu'aucune considération personnelle ne le détournerait un instant de l'administration de la loi avec une intégrité absolue". Arthur Bottomley, le secrétaire britannique du Commonwealth, adopte une ligne similaire, décrivant Beadle au Premier ministre Harold Wilson comme "un constitutionnaliste convaincu" qui serait disposé à "contrecarrer toute action illégale du gouvernement de M. Smith".
Beadle dit à Wilson que lui et le pouvoir judiciaire respecteraient la loi en cas d'UDI, mais qu'il s'attendait à ce que les forces armées et la police se rangent du côté des autorités post-UDI. Il pensait que l'UDI serait une erreur politique et économique pour la Rhodésie et tente de dissuader Smith de cette ligne de conduite, mais a en même temps affirmé que si l'UDI se produisait, ce n'est "pas la fonction d'un tribunal de tenter de mettre fin à la révolution et restaurer la légalité ». Il avertit ses collègues de Cour Suprême qu'il ne dirigerait pas " une rébellion judiciaire contre le gouvernement Rhodesian ".

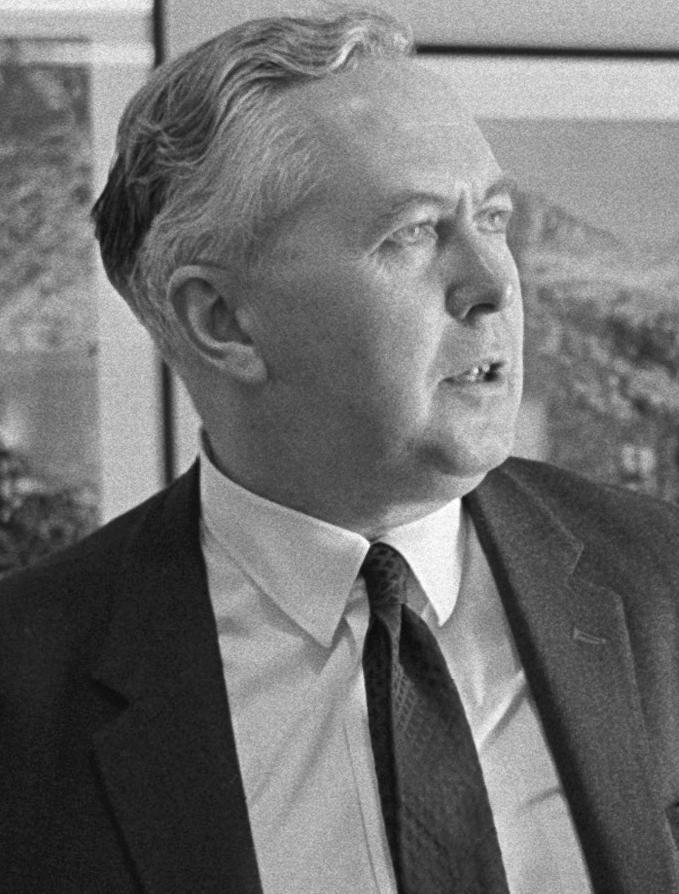
Harold Wilson, le Premier ministre britannique

Smith et Wilson font peu de progrès vers un règlement en 1964 et 1965; chacun accusait l'autre d'être déraisonnable. La RF remporta une victoire décisive aux élections générales de mai 1965. Après l'échec des efforts pour forger un compromis à Londres au début d'octobre 1965, Wilson, désespéré d'éviter l'UDI, se rendit à Salisbury plus tard ce mois-là pour poursuivre les négociations. « L'ingéniosité irrépressible de Beadle conduit à une succession incroyable de propositions de règlement », se souvient Wilson, mais ces pourparlers échouent. Les deux parties conviennent d'une commission royale d'enquête, éventuellement présidée par Beadle, pour recommander une voie vers l'indépendance, mais ne peuvent pas s'entendre sur les conditions. Beadle continue à chercher un compromis et, le 8 novembre, persuade Smith de lui permettre de se rendre à Londres pour rencontrer à nouveau Wilson. Beadle dit à Wilson qu'il pensait que Smith est personnellement disposé à poursuivre les pourparlers mais sous la pression de certains de ses ministres pour abandonner les négociations. Wilson déclare à la Chambre des communes britannique que Beadle fournit des « conseils judicieux » aux deux gouvernements et qu'il est « bienvenu [dans] ce pays non seulement pour sa sagacité, son jugement et son humanité, mais en tant qu'homme avec le courage d'un lion ».
Beadle écrivit plus tard à son collègue juge de la Haute Cour Benjamin Goldin qu'il pensait avoir «sauvé la situation» en se rendant à Londres, après avoir persuadé Wilson de céder du terrain sur les conditions de la Commission royale, mais son voyage alarme le pro -Camp UDI dans le cabinet rhodésien, qui craignait que Beadle ne transmette un message au gouverneur Sir Humphrey Gibbs lui disant de proroger le parlement. Smith et son cabinet déclarent leur indépendance le 11 novembre 1965, tandis que Beadle est à l'aéroport de Lusaka sur le chemin du retour. Smith rejette la suggestion selon laquelle Beadle aurait pu avoir quoi que ce soit d'important à leur dire à son retour, affirmant que "la seule chose que Beadle aurait pu faire à son retour est de nous avoir dissuadés d'insister sur nos questions".
Avant d'annoncer l'UDI à la nation, Smith, Lardner-Burke et le vice-premier ministre Clifford Dupont rendent visite à Gibbs à Government House pour l'informer personnellement et lui demander de démissionner. Gibbs précise qu'il ne le ferait pas, mais indique qu'il quitterait Government House et retournerait dans sa ferme. Lorsque Beadle est arrivé plus tard dans la journée, il a non seulement persuadé Gibbs de rester à la résidence officielle, mais s'est déplacé lui-même pour fournir des conseils et un soutien moral. Sur les conseils de Beadle, Gibbs ordonne aux responsables de la loi et de l'ordre en Rhodésie de rester à leurs postes et de continuer comme d'habitude. Lorsque le gouverneur ne montre aucun signe de démission, le gouvernement de Smith le remplace par Dupont, nommant ce dernier au poste d'officier administrant le gouvernement créé par la constitution de 1965 attachée à l'UDI. Lardner-Burke demande à Beadle d'administrer le serment d'allégeance à Dupont, mais est repoussé; Beadle déclare qu'il commettrait une infraction pénale s'il le faisait.
Le gouvernement britannique introduit de vastes sanctions économiques et politiques contre la Rhodésie et indique que tout dialogue devait avoir lieu par l'intermédiaire de Gibbs. Beadle est invité à assurer la liaison avec Lardner-Burke concernant toute proposition que le gouvernement de Smith pourrait avoir. Beadle racontera plus tard que le gouvernement post-UDI le menace brièvement, lui disant de "partez maintenant, sinon vous perdez votre emploi", mais il est finalement laissé seul. Le juge en chef note dans son journal que le gouvernement de Smith n'est "pas prêt à forcer [une] confrontation avec les juges".

### Affaire Madzimbamuto etTigerpourparlers
Au cours de la période post-UDI immédiate, Beadle, dans son rôle de juge en chef, occupait une position unique car il pouvait parler directement avec tous les principaux acteurs - Gibbs, Smith et Wilson. Il est devenu le principal intermédiaire entre eux, et reçoit une commission dormante du gouvernement britannique pour remplacer Gibbs comme gouverneur en cas de nécessité. Il s'est rendu à Londres en janvier 1966 et, selon le procureur général de Wilson, Elwyn Jones, est "méprisant de la constitution de 1965". Certains en Rhodésie critiquent Beadle pour être allé à Londres, ou l'accusent de s'être rangé du côté de Gibbs contre Smith. Le juge en chef insiste sur le fait qu'il essayait juste de faire de son mieux pour la Rhodésie, une affirmation que Smith acceptee, disant que Beadle "pensait plus à son pays qu'à sa position". Le ministère britannique des Affaires étrangères est resté méfiant, spéculant dans un rapport de janvier 1966 que si le gouvernement britannique espérait récupérer la Rhodésie "de telle manière que la politique et la pensée soient réorientées, les attitudes raciales changent et la voie vers la règle de la majorité fermement tracée, " le Chief Justice " se contenterait de voir une constitution de type 1961, sans indépendance, subsister longtemps ".
Beadle résume la position du pouvoir judiciaire rhodésien à la lumière de l'UDI en disant simplement que les juges poursuivraient leurs fonctions "conformément à la loi", mais cette position sans engagement est contestée par des affaires judiciaires entendues devant la Haute Cour. La première d'entre elles est Madzimbamuto c. Lardner-Burke NO et autres, concernant Daniel Madzimbamuto, un nationaliste noir détenu sans jugement cinq jours avant l'UDI en vertu des pouvoirs d'urgence. Lorsque le ministère de Lardner-Burke prolonge l'état d'urgence en février 1966, l'épouse de Madzimbamuto demande sa libération, arguant que puisque le gouvernement britannique déclare UDI illégal et interdit le gouvernement rhodésien, l'état d'urgence (et, par extension, l'emprisonnement de son mari) n'a aucune base légale. La division générale de la Haute Cour statue le 9 septembre 1966 que le Royaume-Uni conservait sa souveraineté juridique, mais que pour "éviter le chaos et un vide dans la loi", le gouvernement rhodésien devait être considéré comme contrôlant la loi et l'ordre dans la même mesure qu'auparavant. UDI. Madzimbamuto fait appel à la division d'appel de Beadle, qui examine l'affaire au cours de l'année et demie suivante.
Beadle organise des "pourparlers sur les pourparlers" entre les gouvernements britannique et rhodésien en 1966, ce qui conduit Smith et Wilson à se rencontrer personnellement à bord du HMS Tiger au large de Gibraltar entre le 2 et le 4 décembre. Beadle doit être hissé à bord à cause d'une blessure au dos. Les négociations se sont accrochées principalement sur la question de la transition. Wilson insiste sur l'abandon de la constitution de 1965, la dissolution du gouvernement post-UDI et une période sous un gouverneur britannique - des conditions que Smith considérait comme équivalentes à la reddition, d'autant plus que les Britanniques proposaient de rédiger et d'introduire la nouvelle constitution seulement après un nouveau test d'opinion sous contrôle britannique. En effet, Smith avertit Beadle avant le sommet qu'à moins qu'il « ne puisse assurer son peuple qu'une constitution raisonnable est convenue », il se sentirait incapable de s'installer. Smith déclare qu'il ne pouvait pas être d'accord sans consulter d'abord ses ministres à Salisbury, exaspérant Wilson, qui déclare qu'une condition centrale des pourparlers est que lui et Smith auraient des pouvoirs plénipotentiaires pour conclure un accord.
Beadle convient avec Smith qu'un accord mettant fin à l'UDI sans aucun accord préalable sur la constitution de remplacement rencontrerait une large opposition parmi les Rhodésiens blancs, mais estime que Salisbury devrait être d'accord. Il demande à Smith de recommander les conditions à ses collègues de Salisbury, spéculant que s'il le faisait, le Cabinet accepterait sûrement. Smith refuse de prendre un tel engagement, à la grande déception de Beadle et Gibbs, et signe le document final uniquement pour le reconnaître comme un enregistrement exact. Wilson est furieux contre Beadle, estimant qu'il aurait dû adopter une ligne beaucoup plus ferme pour persuader Smith de s'installer; après que Beadle ait quitté la réunion, Wilson déclare qu'il "ne pouvait pas comprendre comment un homme pouvait avoir une hernie discale à qui la Providence ne réussit pas à fournir une colonne vertébrale". Beadle et Gibbs exhortent Smith à reconsidérer pendant le voyage de retour, mais font peu de progrès.
Lors de la réunion du Cabinet rhodésien sur les propositions, les juges sont tenus informés par «l'expression sur le visage de Sir Hugh et par des commentaires de désespoir croissant», écrivit plus tard Goldin; le juge en chef "a passé toute la journée dans son cabinet l'air plus anxieux et découragé après chaque occasion où il est introduit clandestinement dans la réunion du Cabinet pour expliquer le sens ou l'effet de dispositions particulières". Le 5 décembre 1966, lorsque Beadle apprit à Government House que les ministres de Smith rejettent les conditions, il se tint "comme s'il est à la hache", se souvint le secrétaire privé de Gibbs, Sir John Pestell, et sembla sur le point de s'effondrer. La femme et la fille du juge l'aident à regagner lentement sa chambre.

### Décisionde facto; rejet de la prérogative royale
Les Nations unies instituent des sanctions économiques obligatoires contre la Rhodésie en décembre 1966. Au cours de l'année suivante, l'activité diplomatique britannique concernant la Rhodésie est réduite; la politique déclarée du gouvernement britannique s'est déplacée vers NIBMAR - " pas d'indépendance avant la règle de la majorité ". Beadle s'est attaqué au problème rhodésien en privé et par correspondance, tentant de concilier le contrôle de l'administration Smith sur le pays avec la nature inconstitutionnelle de l'UDI. Erwin Griswold, le solliciteur général des États-Unis, lui écrit que, selon lui, les juges rhodésiens ne pouvaient pas reconnaître le gouvernement post-UDI comme de facto tout en prétendant agir sous la commission de la reine.
Statuant sur l'appel de Madzimbamuto en janvier 1968, Beadle et trois autres juges décident que l'ordonnance post-UDI de Smith n'est pas de jure mais devait être reconnue comme le gouvernement de facto en vertu de son "contrôle effectif sur le territoire de l'État". Sir Robert Tredgold, l'ancien juge en chef sud-rhodésien et fédéral, dit à Gibbs que Beadle a ainsi "vendu le laissez-passer" et "devrait être invité à quitter Government House". Le mois suivant, compte tenu du sort de James Dhlamini, Victor Mlambo et Duly Shadreck, trois Rhodésiens noirs condamnés à mort devant l'UDI pour meurtre et délits terroristes, Beadle confirme le pouvoir de Salisbury d'exécuter les hommes. Whitehall réagit en annonçant le 1er mars 1968 qu'à la demande du gouvernement britannique, la reine exerce la prérogative royale de grâce et commué les peines en réclusion à perpétuité. Dhlamini et les autres demandent rapidement un sursis permanent à l'exécution.
Lors de l'audience pour Dhlamini et Mlambo le 4 mars 1968, Beadle rejette la déclaration de Londres, affirmant qu'il s'agissait d'une décision du gouvernement britannique et non de la reine elle-même, et qu'en tout état de cause la constitution de 1961 transfère la prérogative de clémence de la Grande-Bretagne. au Conseil exécutif rhodésien. "Le gouvernement actuel est le gouvernement de facto à part entière et, en tant que tel, est le seul pouvoir qui peut exercer la prérogative", a-t-il conclu. "Il serait en effet étrange que le gouvernement du Royaume-Uni, n'exerçant aucun pouvoir interne en Rhodésie, ait le droit d'exercer la prérogative de clémence." Le juge président Sir Vincent Quenet et le juge Hector Macdonald acceptent et la demande est rejetée. Dhlamini, Mlambo et Shadreck sont pendus deux jours plus tard.
Le juge John Fieldsend de la division générale de la Haute Cour démissionne en signe de protestation, écrivant à Gibbs qu'il ne croyait plus que la Haute Cour défendait les droits des citoyens rhodésiens. Beadle déclare aux journalistes que "Sa Majesté est tout à fait impuissante dans cette affaire" et que "il est déplorable que la Reine ait été amenée là-dedans". À Government House, le juge en chef réprimande Gibbs pour "avoir entraîné la reine dans l'argument politique". Au grand étonnement du gouverneur, Beadle concède que depuis un certain temps, il ne s'est plus considéré comme siégeant en vertu de la constitution de 1961, mais ne le précise pas car il n'accepte pas pleinement la constitution de 1965 comme valide. Gibbs lui dit de quitter Government House immédiatement. Ils ne se sont jamais revus.
Dans son analyse du comportement de Beadle, Manuele Facchini suggère que le juge en chef examine la question d'un point de vue de style dominion - en soulignant la constitution de 1961 et les droits détenus par Salisbury en vertu de celle-ci, il ne répudiait pas la prérogative royale elle-même, mais plutôt la tentative de l'exercer à la demande des ministres britanniques plutôt que rhodésiens. Kenneth Young commente que l'implication de la reine par le gouvernement britannique renforce par inadvertance la position des autorités post-UDI ; indignés, beaucoup en Rhodésie qui rejettent jusque là l'UDI jettent leur poids derrière la RF.  Beadle, profondément désillusionné, écrivit à un ami qu'il en a « complètement marre de la façon dont le gouvernement Wilson s'est comporté dans toute cette affaire ».

### Décisionde jure
Madzimbamuto demande le droit de faire appel de sa détention auprès du Conseil privé de Londres ; la Division d'appel rhodésienne statue qu'il n'a pas le droit de le faire, mais le Conseil privé a quand même examiné son cas. Il statue en sa faveur le 23 juillet 1968, décidant que les ordonnances de détention rendues par le gouvernement rhodésien sont invalides, qu'elles soient en vertu de la constitution de 1961 ou de 1965, et que Madzimbamuto est illégalement détenu. Harry Elinder Davies, l'un des juges rhodésiens, annonce le 8 août que les tribunaux rhodésiens ne considéreraient pas cette décision contraignante car ils n'acceptaient plus le Conseil privé comme faisant partie de la hiérarchie judiciaire rhodésienne. Le juge J. R Dendy Young démissionne pour protester contre la décision de Davies le 12 août et quatre jours plus tard est devenu juge en chef du Botswana. Madzimbamuto restera en prison jusqu'en 1974.
Beadle et ses juges accordent la pleine reconnaissance de jure au gouvernement post-UDI le 13 septembre 1968, tout en rejetant les appels de 32 nationalistes noirs qui, un mois plus tôt, sont reconnus coupables d'infractions terroristes et condamnés à mort. Beadle déclare que s'il croyait que le système judiciaire rhodésien devait respecter les décisions du Conseil privé "dans la mesure du possible", le jugement du 23 juillet rend légalement impossible pour les juges rhodésiens de continuer en vertu de la constitution de 1961. Il affirme que, ne pouvant accepter un vide juridique, la seule alternative est la constitution de 1965. Se référant à la décision du Conseil privé selon laquelle le Royaume-Uni pourrait encore destituer le gouvernement post-UDI, il déclare que "sur les faits tels qu'ils existent aujourd'hui, la seule prédiction que ce tribunal peut faire est que les sanctions ne réussiront pas à renverser le gouvernement actuel ... et qu'il n'y a pas d'autres facteurs qui pourraient y parvenir". UDI, la constitution associée de 1965 et le gouvernement sont ensuite considérés de jure par le système juridique rhodésien.
Le secrétaire britannique du Commonwealth, George Thomson, exprime son indignation, accusant Beadle et les autres juges d'avoir enfreint "les lois fondamentales du pays", tandis que Gibbs déclare que puisque son poste de gouverneur existait en vertu de la constitution de 1961, il ne pouvait que rejeter la décision. Un mémorandum interne du ministère britannique des Affaires étrangères rejette l'argument de Beadle, mais reconnait sa conviction que « en raison de l'effet de l'écoulement du temps, il est en droit d'adopter un point de vue différent », et conclut que l'argument du juge en chef est « suffisamment plausible pour qu'il est difficile de dire que cette position est manifestement inappropriée ou qu'en l'adoptant, Sir Hugh Beadle est manifestement coupable d'inconduite." Beadle explique dans une interview de 1972 : "Nous avions fait de notre mieux pour essayer de faire respecter la loi et quand la chose est au stade révolutionnaire dans lequel nous avons creusé nos orteils, nous n'avons pas bougé. Mais alors que le gouvernement devenait de plus en plus enraciné, nous avons dû appliquer le principe de la loi, qui dit que si une révolution réussit, la loi change avec elle. Pourtant, parce que nous avons accepté l'inévitable, beaucoup de gens nous accusent d'être responsables de la révolution, ce qui est une chose très différente."

### Menace de destitution du Conseil privé; juge en chef républicain
L'acceptation par Beadle de la commande post-UDI l'a effectivement placé du côté de la RF et lui retire toute chance de retrouver un rôle d'intermédiaire auprès de Wilson. Le Premier ministre britannique minimise l'impact politique de la décision du juge en chef en la présentant comme la preuve que Beadle soutient furtivement l'UDI depuis le début, puis l'exclue du dialogue diplomatique. Wilson poursuit une deuxième initiative qui conduit à une nouvelle série de pourparlers avec Smith au large de Gibraltar à bord du HMS Fearless en octobre 1968. Des progrès marqués vers un accord sont réalisés mais la délégation rhodésienne s'est opposée à une nouvelle proposition britannique, la "double sauvegarde". Cela impliquerait des Rhodésiens noirs élus contrôlant un quartier de blocage au parlement rhodésien, avec le pouvoir d'opposer son veto à une législation rétrograde, et ayant ensuite le droit de faire appel des projets de loi adoptés devant le Conseil privé à Londres. L'équipe de Smith accepte le principe du quart de blocage mais ne peut pas s'entendre sur les détails techniques ; l'implication du Conseil privé est rejetée par Smith comme une disposition « ridicule » qui porterait atteinte à la souveraineté de la Rhodésie. Les pourparlers se sont terminés sans succès.
Le gouvernement de Smith organise un référendum le 20 juin 1969 au cours duquel l'électorat majoritairement blanc vote à une écrasante majorité en faveur à la fois d'une nouvelle constitution et de la déclaration d'une république. Quatre jours plus tard, le ministère britannique des Affaires étrangères libère Gibbs de son poste, retire la mission résiduelle britannique à Salisbury et ferme le bureau de représentation du gouvernement post-UDI à Rhodesia House à Londres. La constitution de 1969 introduit un président à la tête de l'État, un sénat multiracial, des listes électorales noires et blanches séparées (chacune avec des qualifications) et un mécanisme par lequel le nombre de députés noirs augmenterait en fonction de la proportion des revenus de l'impôt sur le revenu payés. par des citoyens noirs. Ce processus s'arrêterait une fois que les Noirs auraient le même nombre de sièges que les Blancs ; l'objectif déclaré n'est pas la règle de la majorité, mais plutôt "la parité entre les races".

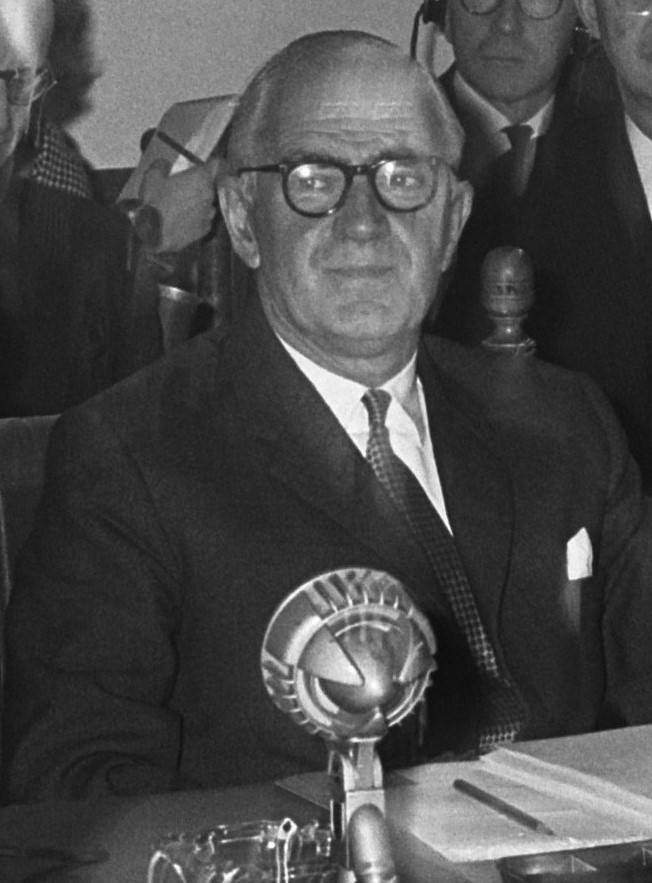
Michael Stewart, ministre des Affaires étrangères de Wilson, pensait que le Royaume-Uni devrait retirer Beadle du Conseil privé.

Michael Stewart, ministre des Affaires étrangères de Wilson, recommande que la Grande-Bretagne prenne des mesures préliminaires pour retirer Beadle du Conseil privé si le juge en chef ne démissionnait pas ou ne se dissociait pas de la république "dans une semaine ou deux" après l'entrée en vigueur de la nouvelle constitution. Compte tenu de la gravité d'une telle action - un seul conseiller privé, Edgar Speyer, est rayé de la liste au cours du XXe siècle - et de la probabilité d'accusations de vengeance, le gouvernement britannique est réticent à le faire et espérait que Beadle le ferait. supprimer le besoin en démissionnant.
Smith déclare officiellement une république le 2 mars 1970, et le 10 avril, la RF est définitivement reconduite au pouvoir lors de la première élection républicaine, remportant les 50 sièges blancs sur un total de 66. Six jours plus tard, Dupont prête serment en tant que premier président de la Rhodésie. Les responsables britanniques n'apprennent que par la radio rhodésienne que le serment d'office de Dupont n'est pas administré par Beadle mais par le «juge en chef par intérim», Hector Macdonald. L'absence de Beadle suscite des spéculations dans les quartiers britanniques, mais cela s'est rapidement dissipé après que le Rhodesia Herald rapporte le 29 avril qu'un adieu de la Haute Cour à Sir Vincent Quenet, un juge à la retraite, serait présidé par le juge en chef de la république, Sir Hugh Beadle.
Le 6 mai 1970, Stewart suggéra à Wilson de conseiller formellement à la reine de retirer Beadle du Conseil privé. Wilson résolut d'attendre après les élections générales britanniques du mois suivant. Cette décision s'est avérée décisive pour Beadle car, à la surprise de beaucoup, les conservateurs remportent les élections et Edward Heath remplace Wilson au poste de premier ministre. Le gouvernement de Heath décide de ne pas retirer Beadle du Conseil privé, supposant que cela ne ferait qu'entraver les progrès vers un accord avec Smith. Beadle est resté conseiller privé pour le reste de sa vie.

### Des années plus tard
En mai 1973, Beadle préside l'audience d'appel de la Haute Cour pour Peter Niesewand, un journaliste indépendant de la presse étrangère qui est reconnu coupable d'espionnage en vertu de la loi sur les secrets officiels, provoquant un tollé à l'étranger. Niesewand écrit trois articles en novembre 1972 prétendant décrire les plans de l'armée rhodésienne pour combattre les guérillas nationalistes noires soutenues par les communistes, et est condamné par un magistrat à deux ans de travaux forcés, dont un an avec sursis. Beadle, Goldin et Macdonald rejettent la poursuite de l'État et annulent unanimement la condamnation, jugeant que les rapports de Niesewand embarrassent le gouvernement mais ne nuisent pas à l'État rhodésien. "Les preuves factuelles par opposition à l'opinion ne sont jamais données", commente Beadle. Le gouvernement expulse rapidement Niesewand de Rhodésie.
Après la mort d'Olive dans un accident de voiture en 1974, Beadle épouse Pleasance Johnson en 1976. Il prend sa retraite en tant que juge en chef en 1977; Macdonald lui succède. Pour le reste de sa vie, Beadle est juge par intérim dans des procès spéciaux où des insurgés présumés sont jugés pour des infractions terroristes passibles de la peine de mort. En mars 1977, il refuse de juger Abel Mapane et Jotha Bango, deux citoyens botswanais accusés d'armes, jugeant que puisque la Rhodésie et le Botswana ne sont pas en guerre et que l'armée rhodésienne est entrée au Botswana pour capturer l'accusé, le tribunal n'a pas juridiction. "Si ce n'est pas le cas, cela signifierait que cette Cour tolère l'enlèvement illégal de ressortissants du Botswana", a-t-il expliqué.
Beadle continue à servir sous le gouvernement éphémère et non reconnu de la Rhodésie du Zimbabwe, qui remplace la république rhodésienne en juin 1979, et sous les autorités britanniques intérimaires à la suite de l'accord de Lancaster House de décembre de la même année. À la suite de nouvelles élections en février-mars 1980, le Royaume-Uni accorde l'indépendance au Zimbabwe sous la direction de Robert Mugabe en avril. Beadle est décédé, à l'âge de 75 ans, à Johannesburg le 14 décembre 1980. L'école primaire Hugh Beadle de Bulawayo conserve son nom au 21e siècle.

## Personnalité et appréciation
"Un homme petit et trapu au teint vermeil avec une moustache en brosse à dents", écrit Claire Palley, "Beadle a des manières directes, regardant attentivement tous ceux qu'il rencontrait. Son dynamisme et son enthousiasme sont écrasants, que ce soit au travail, dans des activités caritatives ou en tant que chasseur et pêcheur courageux. Il a une vie de famille chaleureuse et de nombreux amis." Selon JRT Wood, Wilson "détestait Beadle peut-être parce que Beadle est intelligent mais parlait ce qu'il pensait"; le Premier ministre britannique décrit Beadle à Lord Alport peu après UDI comme combinant "le courage d'un lion" avec "l'intelligence d'un renard". Dans l'Histoire de la Rhodésie de Lord Blake, Beadle est caractérisé comme "un extraverti irrépressible et plein d'entrain, qui ne perçoit pas toujours la réaction qu'il provoque dans d'autres." Garfield Todd, premier ministre de la Rhodésie du Sud de 1956 à 1958, considérait Beadle comme "impulsif" et "toujours enclin à exagérer son cas".
Le mouvement nationaliste noir considérait Beadle comme un suprémaciste blanc, indiquant sa décision de détention préventive de 1959 comme preuve.
Wilson et d'autres personnalités britanniques le voyaient comme un double visage pour avoir d'abord soutenu Gibbs, puis déclaré légal le gouvernement post-UDI de Smith, et concluent que le juge devait toujours être un partisan furtif de l'UDI, une théorie que beaucoup acceptente. L'assistante privée de Wilson, Marcia Falkender, identifie Beadle comme "le méchant de la pièce", tandis que Bottomley le surnomme le "mauvais génie" d'UDI.
D'autres, dont Palley, Wood et Facchini, soutiennent que Beadle est déterminé à éviter UDI et ensuite sincère dans sa recherche d'un logement jusqu'à ce qu'il en vienne à croire que ce n'est pas possible. "Beadle accepte la rébellion lorsqu'il s'est rendu compte qu'il s'identifiait au 'code d'un empire qui cesse d'exister'", conclut Facchini. "Ainsi, il conserve son poste de conseiller privé comme vestige de la Rhodésie qu'il connait toute sa vie."
Palley affirme que sans l'UDI, "Beadle serait resté dans les mémoires comme un juge en chef du Commonwealth qui défend la liberté individuelle".
"Ce que j'ai le plus regretté, c'est cette UDI et j'ai aussi regretté plus que tout le fait que plus tard, cela n'ait pas été réglé", déclare Beadle en 1972; "Je pense que cela aurait pu être réglé beaucoup plus tôt si Wilson est un peu plus raisonnable."
Julian Greenfield, un ami proche et collègue de Beadle, le considérait comme "celui qui mettait le service au pays avant tout et travaillait sans cesse sur ce qu'il croyait être ses véritables intérêts". Selon Palley, le propre point de vue de Beadle est similaire - qu'"il fait de son mieux pour son pays à une époque de choix difficiles".